# 82e division d'infanterie territoriale
Pour les articles homonymes, voir 82e division.
La 82e Division d’Infanterie Territoriale est le nom d'une unité de l’armée française.

## Les chefs de la82eDivision d'Infanterie Territoriale
- 2 août 1914 - 3 juillet 1915 : Général Vigy

## Première Guerre mondiale

### Composition
- Infanterie

17e Régiment d'Infanterie Territoriale d'août 1914 à juin 1915
18e Régiment d'Infanterie Territoriale d'août 1914 à juin 1915
21e Régiment d'Infanterie Territoriale d'août 1914 à juin 1915
22e Régiment d'Infanterie Territoriale d'août 1914 à juin 1915
- Cavalerie

2 escadrons du 7e régiment de chasseurs à cheval
- Artillerie

2 groupes de 75 du 11e régiment d'artillerie de campagne
- Génie

compagnie 3/1 du 3e régiment de génie

### Historique
Mobilisée dans la 3e Région.

#### 1914
- 17 – 19 août : transport par V.F., de Rouen, dans la région d'Arras.
- 19 – 26 août : organisation d'une position fortifiée, entre la Scarpe et la Lys, sur les canaux de la Deûle, de la Bassée et d'Aire : le 24 août, attaque allemande, combat vers Tournai.
- 26 août – 11 septembre : transport par V.F. dans la région d'Amiens. À partir du 30 août, mouvement par étapes, par Poix, jusque derrière l'Andelle, vers Bourg-Beaudouin ; stationnement, instruction et travaux.
- 11 – 26 septembre : mouvement par Crèvecœur-le-Grand, Amiens et Albert, vers le nord-est d'Albert.
- 26 septembre – 25 octobre : engagée dans la 1re Bataille de Picardie.

26 septembre : combats de Flers et de Longueval.
28 - 30 septembre : attaque sur Miraumont. Puis stabilisation du front vers Puisieux-au-Mont et Serre. À partir du 4 octobre, éléments en 2e ligne, occupés à des travaux, et éléments en secteur.
4 octobre : attaque allemande sur Puisieux-au-Mont.
11 octobre : combat de Fonquevillers.
- 25 octobre 1914 – 15 mars 1915 : retrait du front, puis mouvement par étapes vers la région de Montdidier. À partir du 30 octobre, instruction et organisation de la position défensive Lignières, Piennes, Vaux[1]. À partir du 22 novembre, mouvement vers le nord-est d'Amiens, et organisation de la position défensive Dernancourt, Etinehem, entre la Somme et l'Ancre.

#### 1915
- 15 mars – 23 juin : occupation d'un secteur entre Hamel et Beaumont-Hamel.
- 23 – 29 juin : dissolution[2]

### Rattachements
- Affectation organique : Isolée
- 2e armée

6 octobre 1914 - 23 juin 1915
- G.Q.G.

19 août - 6 octobre 1914